# Даль Белло, Маттия
Маттия Даль Белло (итал. Mattia Dal Bello; 19 января 1984, Азоло — 12 декабря 2004, Бассано-дель-Граппа) — итальянский футболист, полузащитник.

## Биография
Родился в Азоло. В 2000 году присоединился к молодёжной академии «Милана» из «Реджаны». Дебютировал за основную команду «Милана» 12 декабря 2002 года в матче кубка Италии против «Анконы». Единственный матч в Серии A провёл 24 мая 2003 года в проигранном (2:4) матче против «Пьяченцы».
В январе 2004 года был отдан в аренду клубу Серии C1 «Прато», где сыграл 13 матчей. Аренда была завершена досрочно в ноябре того же года. 12 декабря 2004 года Маттия Даль Белло погиб в автокатастрофе, когда его автомобиль Audi A3 столкнулся со стеной. Пассажир, находившийся с ним в машине, не получил серьезных травм.